# Hesa Duwum Kohistan (huyện)
Hisa-i-Duwumi Kohistan là một huyện thuộc tỉnh Kapisa, Afghanistan. Dân số thời điểm năm 1999 là -32,6 người.